# 安徽省蚌埠第九中学
蚌埠第九中学，简称蚌埠九中。是安徽省蚌埠市的一所全日制中学，创建于1958年。2002年5月成为蚌埠市第一批“市级示范中学”，2005年12月，安徽省教育厅将蚌埠九中评为“安徽省特色示范中学”。

## 历史及现状
安徽省蚌埠第九中学创立于1958年，1970年发展为完全中学，1980年设置职业班，进行职业教育，1988年取消职业班，2002年被评为"蚌埠市示范中学"，2005年被评为安徽省首批“特色示范中学”。学校目前是一所全日制完全中学，共分6个年级，每个年级有10个教学班，在校学生3500余名，教职工200余名。４位蚌埠市学科带头人。

## 校训

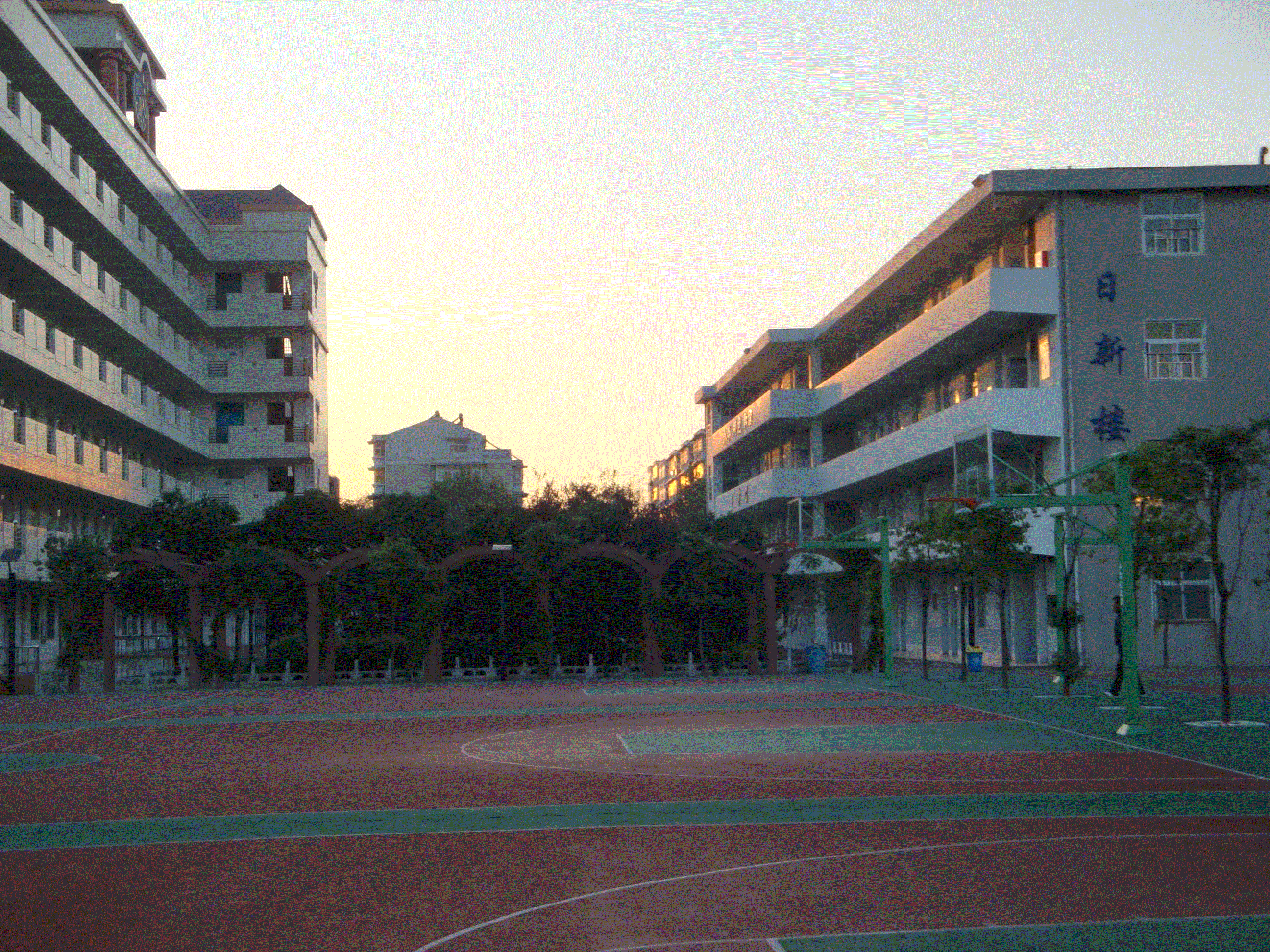
蚌埠九中一角

- 敬业修德 自强不息

## 校长及其他领导
安徽省蚌埠第九中学现任校长：卢春江。

学校党委书记：卢春江

副校长：刘强 赵亮

## 部门设置
- 校长办公室
- 教导处
- 语文组 数学组 外语组 物理组 化学组 历史组 地理组 政治组 艺术组 体育组
- 学生科
- 总务处
- 政教处
- 工会

## 历任校长
朱敬东 夏付宏 沈亮（2000-2004） 洪顺刚（2004-2013）  周林（2013-2015）